# Myrothecium
Myrothecium és un gènere de fongs filamentosos (anomenats fongs imperfectes) que pertany a la classe dels deuteromicets. La seva forma sexual pertany a la classe ascomicets (Nectria). Aquest gènere consta de 8 espècies.
Les seves colònies són de color negre o verd envoltades per un marge blanc. Els conidiòfors estan agregats en coixins superficials (sporodochia). Els conidis són unicel·lulars fusiformes o cilíndrics i tenen un apèndix amb forma de ventall.
Les espècies del gènere Myrothecium són patògens de les plantes, però també es troben en molts substrats que continguin cel·lulosa com el paper, el cotó, tèxtils i redidus de les plantes. De vegades són paràsits de les plantes amb una capacitat patògena relacionada amb la producció de micotoxines (trichothecens, Deoxytrichoverrins, etc.).
Els Myrothecia tenen un interès industrial per a la producció de cel·lulasa i es fan servir com biopesticida per controlar males herbes i les poblacions de nematodes.

## Algunes espècies
- Myrothecium verrucaria
- Myrothecium rodirium